# Поведь
По́ведь — река на северо-западе европейской части Российской Федерации, в Тверской области, впадает в Осугу.
Длина — 99 км, площадь бассейна — 743 км², средний расход воды — 5,2 м³/с.
Принадлежит к бассейну Волги, крупнейший приток — Семынь (левый).
Поведь берёт начало в болотах на склоне Цнинской возвышенности (отроге Валдайской возвышенности). Исток Поведи находится совсем рядом с истоком Цны — здесь проходит водораздел между бассейном Волги (Поведь) и Балтийского моря (Цна).
В верховьях Поведь — узкая (5—10 метров) и очень мелкая река. После впадения Семыни ширина увеличивается до 20—30 метров, дно каменистое, многочисленные перекаты. Берега покрыты хвойным лесом.
Ближе к устью берега становятся населёнными, лес от реки отступает, заканчиваются перекаты. Ширина реки около 30 метров.
На всем протяжении реки встречаются полуразрушенные плотины.
Используется туристами для сплава (от Маиевского моста от поворота на д. Пятница-плот), в том числе как начало походов по Осуге и Тверце.